# Tramway de Halberstadt
 (décembre 2023).
Si vous disposez d'ouvrages ou d'articles de référence ou si vous connaissez des sites web de qualité traitant du thème abordé ici, merci de compléter l'article en donnant les références utiles à sa vérifiabilité et en les liant à la section « Notes et références ».
Le tramway de Halberstadt est le réseau de tramways de la ville de Halberstadt, en Allemagne. Ouvert en 1887, il compte actuellement deux lignes.

## Réseau
Le réseau compte deux lignes :
- 1 : Hauptbahnhof – Friedhof
- 2 : Hauptbahnhof – Sargstedter Weg